# Rolls-Royce Silver Dawn
La Rolls-Royce Silver Dawn est une voiture qui a été produite par Rolls-Royce Motors entre 1949 et 1955. C'était la première voiture Rolls-Royce à être construite entièrement en usine. Elle partageait son châssis avec la Bentley Mark VI jusqu'en 1952, puis la Bentley R Type jusqu'à ce que la production cesse en 1955. La voiture a d'abord été présentée comme un  modèle d'exportation. Les modèles basés sur la Type R sont officiellement disponibles sur le marché intérieur à partir d'octobre 1953.
Seuls 760 exemplaires ont été produits entre 1949 et 1955. Les premiers modèles, jusqu'à mai 1954 environ, ont un autre tableau de bord que la Bentley Mk.VI et «R», et étaient équipés d'un système d'échappement unique. Les modèles de la série SRH avaient le tableau de bord style Bentley et le système d'échappement double, comme celui monté sur la Bentley 'R' Type.
Le moteur six cylindres en ligne avait d'entrée des soupapes d'échappement latérales et une cylindrée de 4 257 cm3 jusqu'en 1951, puis de 4 566 cm3. 
La suspension est indépendante à l'avant avec ressorts hélicoïdaux à l'arrière tandis que l'essieu moteur utilise des ressorts semi-elliptiques. La voiture avait un châssis séparé de construction rivetée traditionnelle jusqu'en 1953, après quoi il était soudé. Bien que de nombreuses voitures aient été équipées en usine, d'autres ont été fournies aux carrossiers.